# Box-office des films d'animation au Canada et aux États-Unis
Cet article présente le box-office canadien et américain des films d'animation en dollar non-ajusté.
Les résultats commencent à partir de La Petite Sirène sorti en 1989.
Il est possible que certains films aient été oubliés dans ce classement.
| Rang | Titre                                         | Année | Recettes en $ | Nationalité           |
| ---- | --------------------------------------------- | ----- | ------------- | --------------------- |
| 1    | Le Monde de Dory                              | 2016  | 484 192 130 $ | États-Unis            |
| 2    | Shrek 2                                       | 2004  | 441 226 247 $ | États-Unis            |
| 3    | Le Roi lion                                   | 1994  | 422 783 777 $ | États-Unis            |
| 4    | Toy Story 3                                   | 2010  | 415 004 880 $ | États-Unis            |
| 5    | La Reine des neiges                           | 2013  | 400 738 009 $ | États-Unis            |
| 6    | Le Monde de Nemo                              | 2003  | 380 843 261 $ | États-Unis            |
| 7    | Moi, moche et méchant 2                       | 2013  | 368 061 265 $ | États-Unis            |
| 8    | Vice-Versa                                    | 2015  | 353 130 093 $ | États-Unis            |
| 9    | Zootopie                                      | 2016  | 336 634 682 $ | États-Unis            |
| 10   | Les Minions                                   | 2015  | 336 045 770 $ | États-Unis            |
| 11   | Shrek le troisième                            | 2007  | 322 719 944 $ | États-Unis            |
| 12   | Là-haut                                       | 2009  | 293 004 164 $ | États-Unis            |
| 15   | Monstres et Cie                               | 2001  | 289 916 000 $ | États-Unis            |
| 13   | Shrek                                         | 2001  | 267 665 011 $ | États-Unis            |
| 14   | Les Indestructibles                           | 2004  | 261 441 092 $ | États-Unis            |
| 16   | Moi, moche et méchant                         | 2010  | 251 513 985 $ | États-Unis            |
| 17   | Toy Story 2                                   | 1999  | 245 852 179 $ | États-Unis            |
| 18   | Cars                                          | 2006  | 244 082 982 $ | États-Unis            |
| 19   | Shrek 4 : il était une fin                    | 2010  | 238 736 787 $ | États-Unis            |
| 20   | WALL-E                                        | 2008  | 223 808 164 $ | États-Unis            |
| 21   | Dragons                                       | 2010  | 217 581 231 $ | États-Unis            |
| 22   | Aladdin                                       | 1992  | 217 350 219 $ | États-Unis            |
| 23   | Kung Fu Panda                                 | 2008  | 215 434 591 $ | États-Unis            |
| 24   | Ratatouille                                   | 2007  | 206 445 654 $ | États-Unis            |
| 25   | Raiponce                                      | 2010  | 200 821 936 $ | États-Unis            |
| 26   | Monstres contre Aliens                        | 2009  | 198 351 526 $ | États-Unis            |
| 27   | Happy Feet                                    | 2006  | 198 000 317 $ | États-Unis            |
| 28   | L'Âge de glace 3 : Le Temps des dinosaures    | 2009  | 196 573 705 $ | États-Unis            |
| 29   | L'Âge de glace 2                              | 2006  | 195 330 621 $ | États-Unis            |
| 30   | Madagascar                                    | 2005  | 193 595 521 $ | États-Unis            |
| 31   | Toy Story                                     | 1995  | 191 796 233 $ | États-Unis            |
| 32   | Cars 2                                        | 2011  | 186 425 801 $ | États-Unis            |
| 33   | Les Simpson - Le Film                         | 2007  | 183 135 014 $ | États-Unis            |
| 34   | Le Pôle express                               | 2004  | 181 993 278 $ | États-Unis            |
| 35   | Madagascar 2                                  | 2008  | 180 010 950 $ | États-Unis            |
| 36   | L'Âge de glace                                | 2002  | 176 387 405 $ | États-Unis            |
| 37   | La Belle et la Bête                           | 1991  | 171 350 553 $ | États-Unis            |
| 38   | Tarzan                                        | 1999  | 171 091 819 $ | États-Unis            |
| 39   | Kung Fu Panda 2                               | 2011  | 163 555 229 $ | États-Unis            |
| 40   | 1 001 Pattes                                  | 1998  | 162 798 565 $ | États-Unis            |
| 41   | Gang de requins                               | 2004  | 160 861 908 $ | États-Unis            |
| 41   | Nos voisins, les hommes                       | 2006  | 155 019 340 $ | États-Unis            |
| 43   | Horton                                        | 2008  | 154 529 439 $ | États-Unis            |
| 44   | Megamind                                      | 2010  | 148 415 853 $ | États-Unis            |
| 45   | Lilo & Stitch                                 | 2002  | 145 794 338 $ | États-Unis            |
| 46   | Rio                                           | 2011  | 143 501 103 $ | États-Unis            |
| 47   | Pocahontas                                    | 1995  | 141 579 773 $ | États-Unis            |
| 48   | Le Drôle de Noël de Scrooge                   | 2009  | 137 855 863 $ | États-Unis            |
| 49   | Dinosaure                                     | 2000  | 137 748 063 $ | États-Unis            |
| 50   | Chicken Little                                | 2005  | 135 386 665 $ | États-Unis            |
| 51   | Robots                                        | 2005  | 128 200 012 $ | États-Unis            |
| 52   | Il était une fois                             | 2007  | 127 807 262 $ | États-Unis            |
| 53   | Bee Movie : Drôle d'abeille                   | 2007  | 126 631 277 $ | États-Unis            |
| 54   | Tempête de boulettes géantes                  | 2009  | 124 870 275 $ | États-Unis            |
| 55   | Rango                                         | 2011  | 123 257 581 $ | États-Unis            |
| 56   | Mulan                                         | 1998  | 120 620 254 $ | États-Unis            |
| 57   | Volt, star malgré lui                         | 2008  | 114 053 579 $ | États-Unis            |
| 58   | La Petite Sirène                              | 1989  | 111 543 479 $ | États-Unis            |
| 59   | Chicken Run                                   | 2000  | 106 834 564 $ | États-Unis            |
| 60   | La Princesse et la Grenouille                 | 2009  | 104 400 899 $ | États-Unis            |
| 61   | Le Prince d'Égypte                            | 1998  | 101 413 188 $ | États-Unis            |
| 62   | Les Razmoket, le film                         | 1998  | 100 494 675 $ | États-Unis            |
| 58   | Le Bossu de Notre-Dame                        | 1996  | 100 138 851 $ | États-Unis            |
| 59   | Gnoméo et Juliette                            | 2011  | 99 967 670 $  | États-Unis            |
| 60   | Hercule                                       | 1997  | 99 112 101 $  | États-Unis            |
| 61   | Bienvenue chez les Robinson                   | 2007  | 97 822 171 $  | États-Unis            |
| 62   | FourmiZ                                       | 1998  | 90 757 863 $  | États-Unis            |
| 63   | Kuzco, l'empereur mégalo                      | 2000  | 89 302 687 $  | États-Unis            |
| 64   | Frère des ours                                | 2003  | 85 336 277 $  | États-Unis            |
| 65   | Les Rebelles de la forêt                      | 2006  | 85 105 259 $  | États-Unis            |
| 66   | Atlantide, l'empire perdu                     | 2001  | 84 056 472 $  | États-Unis            |
| 67   | La Légende de Beowulf                         | 2007  | 82 280 579 $  | États-Unis            |
| 68   | Les Razmoket à Paris, le film                 | 2000  | 76 507 756 $  | États-Unis            |
| 69   | Coraline                                      | 2009  | 75 286 229 $  | États-Unis            |
| 70   | L'Étrange Noël de monsieur Jack               | 1993  | 75 082 668 $  | États-Unis            |
| 71   | Monster House                                 | 2006  | 73 661 010 $  | États-Unis            |
| 72   | Spirit, l'étalon des plaines                  | 2002  | 73 280 117 $  | États-Unis            |
| 73   | La Ferme en folie                             | 2006  | 72 637 803 $  | États-Unis            |
| 74   | Souris City                                   | 2006  | 64 665 672 $  | États-Unis            |
| 75   | Fantasia 2000                                 | 2000  | 60 655 420 $  | États-Unis            |
| 76   | Les Rois de la glisse                         | 2007  | 58 867 694 $  | États-Unis            |
| 77   | Anastasia                                     | 1997  | 58 406 347 $  | États-Unis            |
| 78   | Wallace et Gromit : Le Mystère du lapin-garou | 2005  | 56 110 897 $  | États-Unis            |
| 79   | Les Noces funèbres                            | 2005  | 53 359 111 $  | États-Unis            |
| 80   | La Véritable Histoire du Petit Chaperon rouge | 2005  | 51 386 611 $  | États-Unis            |
| 81   | La Route d'Eldorado                           | 2000  | 50 863 742 $  | États-Unis            |
| 82   | La ferme se rebelle                           | 2004  | 50 030 461 $  | États-Unis            |
| 83   | Peter Pan 2 : Retour au Pays Imaginaire       | 2002  | 48 430 258 $  | États-Unis            |
| 84   | Le Livre de la jungle 2                       | 2003  | 47 901 582 $  | États-Unis            |
| 85   | Les Aventures de Tigrou                       | 2000  | 45 554 533 $  | États-Unis            |
| 86   | Planète 51                                    | 2009  | 42 194 060 $  | États-Unis            |
| 87   | La Famille Delajungle, le film                | 2002  | 40 108 697 $  | États-Unis            |
| 88   | Les Razmoket rencontrent les Delajungle       | 2003  | 39 402 572 $  | États-Unis            |
| 89   | La Planète au trésor, un nouvel univers       | 2002  | 38 176 783 $  | États-Unis            |
| 90   | The Wild                                      | 2006  | 37 384 046 $  | États-Unis            |
| 91   | Star Wars : The Clone Wars                    | 2008  | 35 161 554 $  | États-Unis            |
| 92   | Numéro 9                                      | 2009  | 31 749 894 $  | États-Unis            |
| 93   | Les Chimpanzés de l'espace                    | 2008  | 30 105 968 $  | États-Unis            |
| 94   | Lucas, fourmi malgré lui                      | 2006  | 28 142 535 $  | États-Unis            |
| 95   | Sinbad - la Légende des sept mers             | 2003  | 26 483 452 $  | États-Unis            |
| 96   | Winnie l'ourson                               | 2011  | 25 295 510 $  | États-Unis            |
| 97   | Les Aventures de Porcinet                     | 2003  | 23 103 423 $  | États-Unis            |
| 98   | Titan A.E.                                    | 2000  | 22 753 426 $  | États-Unis            |
| 99   | Milo sur Mars                                 | 2011  | 21 392 758 $  | États-Unis            |
| 100  | Fantastic Mr. Fox                             | 2009  | 21 002 919 $  | États-Unis            |
| 101  | Astro Boy                                     | 2009  | 19 551 067 $  | États-Unis            |
| 102  | Igor                                          | 2008  | 19 528 602 $  | États-Unis            |
| 103  | Vaillant, pigeon de combat                    | 2005  | 19 478 106 $  | États-Unis            |
| 104  | Winnie l'ourson et l'Éfélant                  | 2005  | 18 098 433 $  | États-Unis            |
| 105  | Cendrillon et le Prince (pas trop) charmant   | 2007  | 15 589 393 $  | États-Unis            |
| 106  | Arthur et les Minimoys                        | 2006  | 15 132 763 $  | France                |
| 107  | Ponyo sur la falaise                          | 2009  | 15 090 399 $  | Japon                 |
| 108  | Fly Me to the Moon                            | 2008  | 13 816 982 $  | Belgique - États-Unis |
| 109  | Le Voyage de Chihiro                          | 2002  | 10 055 859 $  | Japon                 |
| 110  | Les Triplettes de Belleville                  | 2003  | 7 007 149 $   | France                |
| 111  | Le Château ambulant                           | 2005  | 4 711 096 $   | Japon                 |
| 112  | Persépolis                                    | 2007  | 4 445 756 $   | France                |
| 113  | Princesse Mononoké                            | 1999  | 2 375 308 $   | Japon                 |